# کو بون هوی
کو بون هوی (انگلیسی: Khoo Boon Hui؛ زادهٔ ۱ ژانویهٔ ۱۹۵۴) سیاستمدار اهل سنگاپور است. بون هوی معاون ارشد وزارت امور داخله (سنگاپور) است 
و از سال ۲۰۰۸ تا ۲۰۱۲ دبیرکل پلیس بین‌الملل بودو بعد از وی میرل بالسترازی جایگزین او شد. بون هوی از سال ۱۹۹۷ تا ۲۰۱۰ کمیسر پلیس سنگاپور بود.